# Dzień ostatni, dzień pierwszy (cykl filmów)
Dzień ostatni dzień pierwszy – polski cykl krótkometrażowych filmów telewizyjnych z 1965 roku o tematyce II wojnie światowej.

## Charakterystyka
Poszczególne odcinki cyklu pod względem treści stanowiły zamkniętą całość. Scenariusz i reżyseria serii nie były jednego autorstwa, w poszczególnych jej filmach nie występowali ci sami aktorzy. Każdy film przedstawiał różne postacie w różnym miejscu i czasie. Daty ich premier w TVP nie były chronologiczne (np. pierwszy film cyklu miał swoją premierę 16 lat po premierze filmu ostatniego z serii). Ich jedynym wspólnym motywem była II wojna światowa, widziana z perspektywy jej prostych uczestników (żołnierzy, partyzantów, ludności cywilnej itp.) i ich przeżyć opartych na aspekcie psychologicznym (brak w nich scen batalistycznych, wielkich wydarzeń historii wojny). 

## Poszczególne filmy serii
| Lp   | Tytuł               | Reżyseria                      | Scenariusz                          | Data premiery    | Czas trwania |
| ---- | ------------------- | ------------------------------ | ----------------------------------- | ---------------- | ------------ |
| I    | Na melinę           | Stanisław Różewicz             | Jan Józef Szczepański               | 1981             | 29 min.      |
| II   | Nazajutrz po wojnie | Lech Lorentowicz               | Jerzy Krzysztoń                     | 10 maja 1966     | 29 min.      |
| III  | Wózek               | Czesław Petelski, Ewa Petelska | Janusz Krasiński                    | 1 grudnia 1965   | 31 min.      |
| IV   | Buty                | Czesław Petelski, Ewa Petelska | Ewa Petelska                        | 21 lipca 1966    | 26 min.      |
| V    | Córeczka            | Czesław Petelski, Ewa Petelska | Ewa Petelska                        | 22 lipca 1965    | 26 min.      |
| VI   | Nad Odrą            | Bohdan Poręba                  | Stanisław Grochowiak, Bohdan Poręba | 25 maja 1966     | 29 min.      |
| VII  | Bigos               | Sylwester Szyszko              | Zdzisław Skowroński                 | 14 stycznia 1966 | 23 min.      |
| VIII | Instrumentum mortis | Jerzy Zarzycki                 | ?                                   | ?                | ?            |

## Źródła
- Dzień ostatni dzień pierwszy w bazie  filmpolski.pl